# Berta Havlíčková-Liebscherová
Berta Havlíčková-Liebscherová, křtěná Berta Františka Marie, rozená Havlíčková (7. července 1864 Lovčice – 5. října 1954 Praha), byla česká malířka, ilustrátorka a profesorka kreslení.

## Život
Narodila se na Šumavě v malebné obci Lovčice v rodině fořta Antonína Havlíčka a jeho ženy Marie Krchsové. Dětství i mládí prožila uprostřed přírody, které zásadně ovlivnila její tvorbu, neboť jedním z hlavním motivů její tvorby byly motivy květin. Po absolvování základního vzdělání odešla v roce 1877 do Prahy na Vyšší dívčí školu, kde byli jejími učiteli V. Gabler, malíř S. H. Pinkas a teoretik umění O. Hostínský. Během dvouletého studia na této škole se setkala mimo jiné i s Eliškou Krásnohorskou a Otylií Sklenářovou-Malou. Účastnila se pravidelně akcí pořádaných Americkým klubem dam V. Náprstka a přednášek a koncertů pořádaných Uměleckou či Měšťanskou besedou. Po ukončení školy se vrátila na několik let do Lovčice a po smrti své matky v roce 1887 odjela opět do Prahy, kde se přihlásila k řádnému studiu na Uměleckoprůmyslové škole. Zde studovala v letech 1887–1891 na dámském oddělení pro kreslení u prof. J. Schikanedra, F. Ženíška, J. V. Myslbeka či Adolfa a Karla Liebschera. Později se stala žákyní Hermíny Laukotové, kde se věnovala figurální malbě, a rovněž navštěvovala krajinářskou školu Karla Liebschera. V roce 1891 na pražské Jubilejní výstavě byly její práce zastoupeny v expozici žákyň Uměleckoprůmyslové školy.
Po absolutoriu na UMPRUM se stala asistentkou a později i zástupkyní profesora S. H. Pinkase na Vyšší dívčí škole v Praze. V roce 1895 se podílela na přípravě expozice lidového vyšívání pro Národopisnou výstavu českoslovanskou. Do této doby spadá i její přátelství s rodinou sochaře B. Schnircha, osobně poznala architekta J. Fantu a bratry Liebscherovy a také se poprvé setkala se svým pozdějším manželem Františkem Liebscherem. V 90. letech se podílela na ilustracích pro knihu "Dějiny kroje v zemích českých" autorů Z. Wintra a Č. Zíbrta a také ilustrovala učebnici Dr. J.Reinsberga "O soudní medicíně".
V roce 1897 získala po mnoha peripetiích definitivu a stala se tak první středoškolskou profesorkou v tehdejším Rakousko-Uhersku. V následujícím roce se provdala za Františka Liebschera a odešla s ním do Chrudimi, kde pracovala v charitativní činnosti, aktivně se účastnila kulturního života a věnovala se i vlastní malířské tvorbě. V roce 1906 se vrátila s manželem do Prahy, kde nadále vyvíjela uměleckou činnost a podporovala svého manžela, který byl též umělecky činný. V roce 1935 ovdověla. Na sklonku života se věnovala krom jiného psaní autobiografie. Zemřela v Praze roku 1954 a pohřbena je na Olšanských hřbitovech.
V roce 1946 se uskutečnila její první samostatná výstava, kterou uspořádala Krásná jizba. Výstava dokumentuje její tvorbu, věnovanou především malbám krajin a květinových zátiší.

## Výstavy (výběr)

### Autorské
- 1946 - Berta Liebscherová, výběr z díla, Krásná jizba Družstevní práce, Praha

## Galerie

Květy bramboříku (olej na kartonu)
Růže (olej na plátně)
Moře (olej na plátně)
Chalupa ve stráni (olej na plátně fixovaném na kartonu)
Pivoňky (olej na kartonu)
Muchomůrky (olej na kartonu)